# Eleição municipal de Juazeiro do Norte em 2020
A eleição municipal da cidade de Juazeiro do Norte em 2020 aconteceu no dia 15 de novembro de 2020 (turno único), com o objetivo de eleger prefeito e vice-prefeito da cidade e membros da Câmara de Vereadores.
Originalmente, as eleições ocorreriam em 4 de outubro (primeiro turno) e 25 de outubro (segundo turno) (para cidades acima de 200 mil habitantes), porém, com o agravamento da pandemia do novo coronavírus (SARS-CoV-2), causador da Covid-19, as datas foram modificadas com a promulgação da Emenda Constitucional nº 107/2020.
O prefeito titular era  Arnon Bezerra, do  PTB, que, por estar em primeiro mandato, se encontrava apto á concorrer a reeleição. Cinco candidatos concorreram à prefeitura de Juazeiro do Norte. Glêdson Bezerra, do PODE, foi eleito com 38,18% dos votos.

## Contexto político e pandemia
As eleições municipais de 2020 estão sendo marcadas, antes mesmo de iniciada a campanha oficial, pela pandemia de COVID-19 no Brasil, o que está fazendo com que os partidos remodelem suas estratégias de pré-campanha. O Tribunal Superior Eleitoral (TSE) autorizou os partidos a realizarem as convenções para escolha de candidatos aos escrutínios por meio de plataformas digitais de transmissão, para evitar aglomerações que possam proliferar o coronavírus. Alguns partidos recorreram a mídias digitais para lançar suas pré-candidaturas. Além disso, a partir deste pleito, será colocada em prática a Emenda Constitucional 97/2017, que proíbe a celebração de coligações partidárias para as eleições legislativas, o que pode gerar um inchaço de candidatos ao legislativo. Conforme reportagem publicada pelo jornal Brasil de Fato em 11 de fevereiro de 2020, o país poderá ultrapassar a marca de 1 milhão de candidatos a prefeito, vice-prefeito e vereador neste escrutínio.

## Candidatos
Nota: a tabela a seguir está organizada por ordem alfabética de candidatos.
| Prefeito(a)             | Prefeito(a) | Prefeito(a) | Vice-prefeito(a)  | Vice-prefeito(a) | Vice-prefeito(a) | Coligação                                                                       | Nº |
| Candidato               | Partido     | Partido     | Candidato         | Partido          | Partido          | Coligação                                                                       | Nº |
| ----------------------- | ----------- | ----------- | ----------------- | ---------------- | ---------------- | ------------------------------------------------------------------------------- | -- |
| Arnon Bezerra           |             | PTB         | Gabriel Santana   |                  | PT               | "Juntos Para Seguir Mudando" (PTB / PT / PP / PDT / PL / PMN)                   | 14 |
| Ana Paula Cruz          |             | PSB         | Andrea Landim     |                  | REDE             | "Por Amor à Juazeiro" (PSB / REDE / Cidadania / Patriota / PTC / DC)            | 40 |
| Demontieux Cinquentinha |             | PSOL        | Fanco Duarte      |                  | PSOL             | Sem coligação                                                                   | 50 |
| Glêdson Bezerra         |             | PODE        | Giovanni Sampaio  |                  | PSD              | "Nós Podemos" (PODE / PSD / PSC / PV / PROS / PMB)                              | 19 |
| Nelinho                 |             | PSDB        | Davi de Raimundão |                  | MDB              | "Todos Por Juazeiro" (PSDB / MDB / DEM / Republicanos / Solidariedade / Avante) | 45 |

## Resultados

### Prefeito
| Candidato(a)                   | Vice                    | Votação | Votação     |
| Candidato(a)                   | Vice                    | Total   | Porcentagem |
| ------------------------------ | ----------------------- | ------- | ----------- |
| Glêdson Bezerra (PODE)         | Giovanni Sampaio (PSD)  | 50.715  | 38,18%      |
| Arnon Bezerra (PTB)            | Gabriel Santana (PT)    | 48.079  | 36,20%      |
| Nelinho (PSDB)                 | Davi de Raimundão (MDB) | 25.114  | 18,91%      |
| Ana Paula Cruz (PSB)           | Andrea Landim (REDE)    | 5.100   | 3,84%       |
| Demontieux Cinquentinha (PSOL) | Fanco Duarte (PSOL)     | 3.816   | 2,87%       |
| Total de votos válidos         | Total de votos válidos  | 132 824 | 92,28%      |
| Votos em branco                | Votos em branco         | 3 257   | 2,26%       |
| Votos nulos                    | Votos nulos             | 7 850   | 5,45%       |
| Total                          | Total                   | 143 931 | 82,43%      |
| Abstenções                     | Abstenções              | 30 673  | 17,57%      |

| Esquema Gráfico         | Esquema Gráfico         | Esquema Gráfico | Esquema Gráfico | Esquema Gráfico |
| ----------------------- | ----------------------- | --------------- | --------------- | --------------- |
|                         |                         |                 |                 |                 |
| Glêdson Bezerra         | Glêdson Bezerra         |                 | 38,18%          | 38,18%          |
| Arnon Bezerra           | Arnon Bezerra           |                 | 36,20%          | 36,20%          |
| Nelinho                 | Nelinho                 |                 | 18,91%          | 18,91%          |
| Ana Paula Cruz          | Ana Paula Cruz          |                 | 3,84%           | 3,84%           |
| Demontieux Cinquentinha | Demontieux Cinquentinha |                 | 2,87%           | 2,87%           |
| Brancos e Nulos         | Brancos e Nulos         |                 | 7,71%           | 7,71%           |
| Abstenções              | Abstenções              |                 | 17,57%          | 17,57%          |

### Vereadores eleitos
| Candidato(a)            | Partido      | Votação |
| ----------------------- | ------------ | ------- |
| Jacqueline Gouveia      | Republicanos | 4.212   |
| Yanny                   | PL           | 3.956   |
| Capitão Vieira          | PTB          | 3.775   |
| Márcio Jóias            | PTB          | 3.746   |
| Darlan Lobo             | PTB          | 3.667   |
| Rosane de Ronnas Motos  | Cidadania    | 3.281   |
| Cicinho Cabeleireiro    | PSD          | 2.855   |
| Beto Primo              | PSDB         | 2.853   |
| Raimundo Jr             | MDB          | 2.769   |
| Adauto Araujo           | PTB          | 2.648   |
| David Araujo            | PTB          | 2.303   |
| Lucas do Horto          | MDB          | 2.274   |
| Sargento Nivaldo        | PTB          | 2.214   |
| Auricelia Bezerra       | PTB          | 2.187   |
| Fábio do Gás            | REDE         | 1.928   |
| Bilinha William Bazílio | PMN          | 1.922   |
| Preto Macedo            | MDB          | 1.861   |
| Sargento Firmino        | PSB          | 1.806   |
| Lunga                   | PSB          | 1.611   |
| Padre Paulo             | PSD          | 1.604   |
| Ivanildo Rosendo        | DC           | 1.539   |
| Claudionor Mota         | PMN          | 1.308   |
| Janu                    | Republicanos | 1.121   |
| Rafael Cearense         | PODE         | 766     |